# آدامس بادکنکی

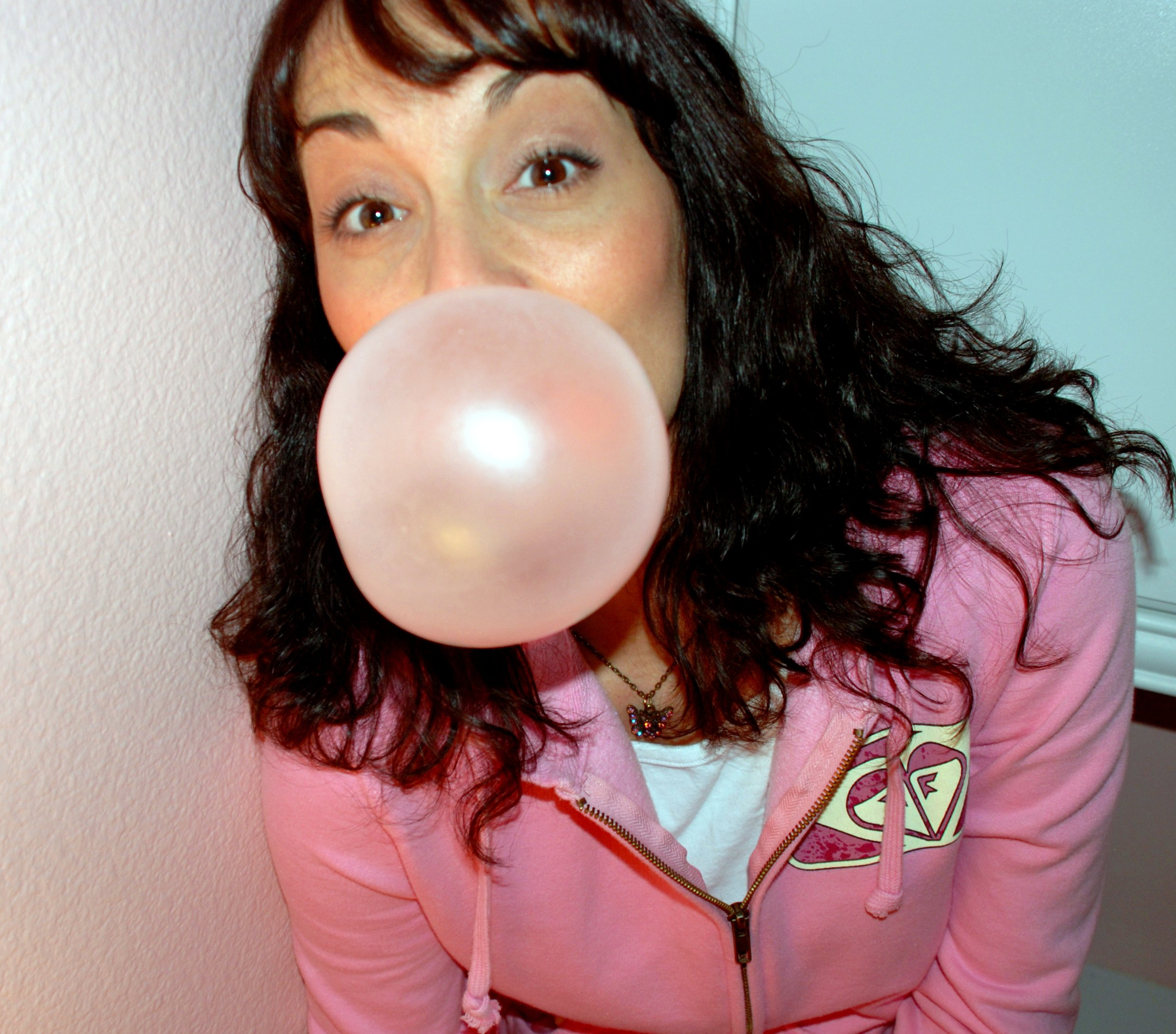
یک زن‌در حال باد کردن آدامس(بادکنکی)

آدامس بادکنکی نوعی آدامس جویدنی کش‌آمدنی است که برای خارج‌شدن حباب از دهان طراحی شده‌است. آدامس بادکنکی رنگ و طعم‌های مختلف دارد. شایع‌ترین طعم، صرفاً به عنوان آدامس بادکنکی شناخته شده‌است. به‌طور سنتی رنگی روشن از صورتی و طعم آن بیشتر از روغن وینترگیرین و وانیل و سنا است.

## تاریخچه
در سال ۱۹۲۸، آدامس بادکنکی توسط والتر دیمر اختراع شد. والتر به عنوان حسابدار برای شرکت آدامس فلیر در فیلادلفیا کار می‌کرد. در اوقات فراغت خود، دستور آدامس جدیدی را ایفا کرده بود. آدامسی که او اختراع کرد نسبت به آدامس جویدنی رایج در آن زمان کمتر از چسپندگی برخوردار بود و آسان تر جویده می‌شد. آدامس بادکنکی دارای مقاومت بیشتری بود و ناگهان ترکیده نمی‌شد. او آدامس خود را در سال ۱۹۲۸ تحت نام دابل بابل فروخته‌است. بیش تر آدامس‌های امروزی تبدیل به حباب شده و مقاومت دارند ولی به آسانی نمی‌شود آن‌ها را به لباس یا پوست چسباند. پس از ۱۹۶۰، این شرکت همواره بر مخترع واقعی والتر دیمر متکی شد و والتر دیمر در سال نهم ژانویهٔ سال ۱۹۹۸ در ۹۴ سالگی درگذشت.
آدامس بادکنکی صورتی است، زیرا تنها رنگ طبیعی بود که والتر دیمر در آن زمان در دست داشت.

## رکوردها
حباب ۲۳ اینچی (۵۸٫۲۴سانتی متر)که توسط سوزان مونتگمری ویلیامز از فرسنو، ایالت کالیفرنیا در سال ۱۹۹۶ باد شد هنوز دارای رکوردهای جهانی گینس به عنوان بزرگترین آدامس باد شده‌است.(در سال ۱۹۷۹، او رکورد ۱۷ اینچ[۴۳٫۱۸ سانتی متر] سابق را شکست)؛ در تاریخ ۱ اکتبر ۲۰۰۸ سوزان مونتگمری ویلیامز به خاطر آنوریسم در سن ۴۷ سالگی درگذشت. جویس سمیولز از لویی ویل، کنتاکی با دمیدن بزرگ‌ترین حباب آدامس بادکنکی از بینی با اندازهٔ ۱۶ اینچ(۴۰٫۱۸ سانتی متر) توانست رکورد جهانی گینس را بدست آورد. در این زمان نوشته شده بود، سمیولز تنها کسی است که تاکنون با داشتن این رکورد به ثبت رسیده‌است.